# Зальца, Крис фон
Сьюзан Кристина фон Зальца (англ. Susan Christina von Saltza, в браке Олмстед, англ. Olmstead; род. 13 января 1944, Сан-Франциско, США) — американская пловчиха, трёхкратная чемпионка летних Олимпийских игр 1960 года, пятикратная чемпионка Панамериканских игр 1959 года.

## Биография
Сьюзан Кристина фон Зальца родилась в 1944 году в Сан-Франциско. Её дед был выходцем из знатной шведской семьи, и Крис носила титул «баронесса фон Зальца». В 1958 году спортивный журнал Sports Illustrated назвал 14-летнюю спортсменку лучшей пловчихой США. В 1959 году она завоевала пять золотых медалей на Панамериканских играх. На летних Олимпийских играх 1960 года победила на дистанции 400 м вольным стилем. Также в составе сборной США победила в эстафетах 4×100 м вольным стилем и комбинированной 4×100 м. Завоевала серебряную медаль на дистанции 100 м вольным стилем, уступив австралийке Дон Фрейзер. Установила 4 мировых рекорда и 32 американских рекорда в плавании.
После Олимпийских игр 1960 года Зальца на следующий год завершила карьеру в спорте. Она закончила Стэнфордский университет по направлению история Азии. Здесь она познакомилась с будущим мужем. В браке родились двое сыновей. Работала тренером в различных странах, в том числе на Филиппинах, во Вьетнаме, Малайзии, Сингапуре, Гонконге и на Тайване. Была помощником тренера женской команды по плаванию на летних Олимпийских играх 1968 года. В течение 30 лет работала инженером в IBM.
В 1966 году фон Зальца была включена в Зал Славы мирового плавания.